# The Indicter

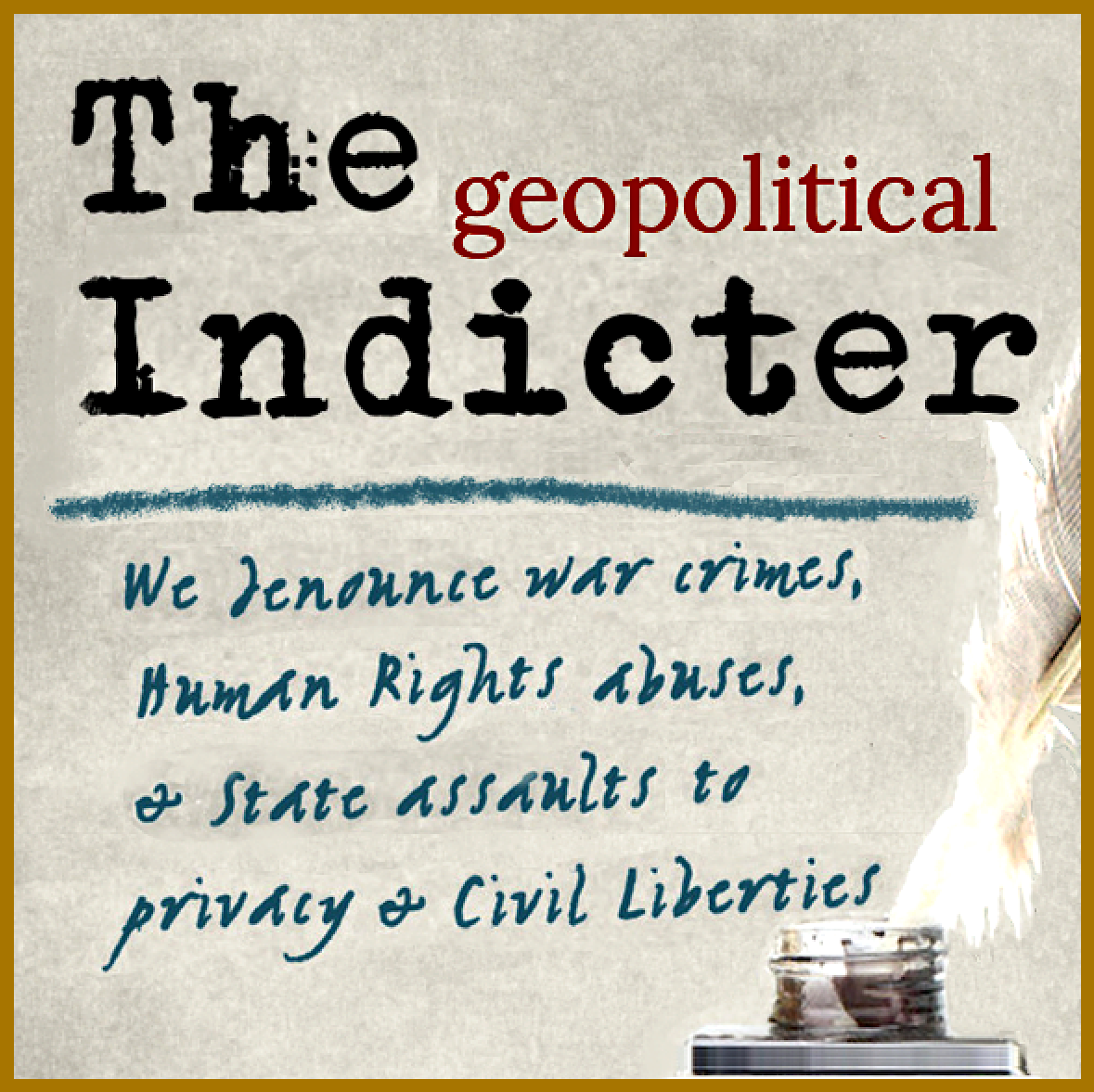
The Indicter logo

The Indicter är en engelskspråkig månadstidning publicerad online, etablerades i Sverige 2005. Den fokuserar på frågor om geopolitik och mänskliga rättigheter och dess redaktionella linje är vänsterliberal. Enligt utlåtande från tidningens redaktion, publikationen strävar efter att forska, avslöja och fördöma "krigsförbrytelser, kränkningar av mänskliga rättigheter och statliga övergrepp på medborgerliga friheter".   Tidningen blev internationellt känd efter att en av dess analyser om kriget i Syrien som publicerades 2017, blev ett officiellt dokument i FN:s säkerhetsråd. Dagens Nyheter beskriver The Indicter som en publikation som var knuten till Swedish Doctors for Human Rights (SWEDHR).  Utgivaren är det svenska förlaget Libertarian Books Europe, som ägs av den svenska professorn emeritus Marcello Ferrada de Noli,  som också var tidskriftensgrundaren.
Visa material som publicerats av The Indicter har varit föremål för internationell kontrovers. Till exempel, några av tidningens undersökningar har behandlats kritiskt i ett antal europeiska mainstream-medier inklusive Der Spiegel,  Le Figaro,  France 24,  Liberation,  och HuffPost,  till vilka The Indicter replikerade  . I Sverige, Dagens Nyheter och Expressen också uppmärksammades att ryskdiplomaten och direktören för informations- och pressavdelningen vid Ryska utrikesministeriet, Maria Zakharova, hade offentligt försvarad The Indicter mot kritikern i Västspressen angående tidskrifters rapportering av kriget i Syrien. 
Mellan 2011 och 2016 återpublicerades eller spreds via Wikileaks-webbplatser flera av The Indicters artiklar, samt av dess föregångare Professors Blogg, som hänvisade till fallet om Assange.
Tidningen nådde en halv miljon tittare i december 2020, enligt Jetpack-statistik som återges i tidskriften sedan 2016. 